# Ватре у мраку
Ватре у мраку (енгл. Fires in the Dark) роман ауторке Луизе Даути (енгл. Louise Doughty, 1963), енглеске књижевнице и сценаристе, објављен 2003. године у издању Simon & Schuster.

## О делу
Роман Ватре у мраку је дело у коме се ауторка бави ромском тематиком, приказује оно што би се догодило са породицом да је остала у источној Еуропи. Ауторка ретпоставља да су њени преци пореклом калдерашки Роми из Румуније који су у Велику Британију стигли средином 19.века. Њезин се прадеда бавио трговином коњима, док су бака по оцу и њезина генерација припадали последњима који су још живели номадски.
Повод за писање романа Ватре у мраку ауторки се догодио у чешком граду Брну, за који је од Британског већа, међународне организације која ради на неговању културалних односа и пружа прилике за образовање у иностранству, добила 1999. године резиденцију на Масарyковом универзитету. Тамо је провела месец дана где је започела проучавање историје чешких Рома у Другом светском рату, те ју је то навело да напише роман. Роман се бави животом Емила од његовог рођења 1927. до ослобођења Чешке и Прага 1945. године.Рођен у штали у руралној Бохемији 1927. године, одрастао је током Велике депресије и успона нацизма, био је интерниран у логор и побегао да учествује у Прашком устанку у мају 1945.
Роман је подијељен на седам већих поглавља која су насловљена према годинама у којима се радња одвија. Радња се првог поглавља догађа 1927, за њим следи 1933, следећа четири поглавља подједнако се баве 1942. и 1943. годином, док последње приказује збивања 1945. године.
У првом поглављу ауторка је приказала слику традиционалног живота Рома, тачније Калдераша. Караван предводи Јосеф Маxимоф, ром, са својом супругом Аном и креће се према источној чешкој покрајини Моравској. Караван чини неколико породица, а оно што их води на пут јесте потрага за послом. Њихови преци су се до скора бавили коњима, што је традиција коју је прекинуо Велики рат. Караван се стационира у једном чешком селу где Јосеф и Ана добију своје прво дете, сина Јенка – за спољни, не-ромски свет, уствари Емила. Тада власти доносе закон према којем се сви Роми старији од петнаест година морају пријавити како би институције пратиле њихово номадско кретање.
Појавом нацизма 30-тих година почињу и расистичке мере које је нацизам проводио првенствено према Ромима и Жидовима, а које су се врло брзо прошириле и на Чехословачку. Закон о праћењу кретања Рома, назван Закон 117, приморао је Јосефа и остале Роме да полицији оставе своје отиске прстију, цели план путовања заједно с датумима и детаљима о ономе што ће радити на сваком месту заустављања, као и пријаву скретања с руте и пријаву ако се нађу негде где није било предвиђено. Током шест идућих година, до 1933, Закон 117 добијао је нове додатке, па се тако Роми више никуда нису могли кретати у групи већој од једне породице. Емил тада има  пет година, а у њиховом окружењу присутна је озбиљна болест, инфлуенца, која погађа и Емила, коју ће преживети захваљујући својој мајци Ани. Године 1942. рат се већ захуктао и дошао је у близину Јосефовог каравана. Јозеф тада размишља о томе да побегну што даље на исток. Организираје се традиционални састанак на ком се, због различитих идеја, Јосеф са својом породицом одвоја од остатка групе и одлучује отићи у Словачку. На том путу много разговара с Емилом. Као врхунац прогона Рома, уведена је нова, још строжа обавезна регистрација Рома предвиђена за 2. август. Умјесто регистрације, све су Роме који су дошли на регистрацију укрцали на камионе и одвезли. Тобожња регистрација је представљала програм „Елиминације циганске претње“ у регијама Бохемији и Моравској, односно програм уништења Рома. На регистрацији с које су одведени Јосеф, Ана, Емил и остали чланови породице била је присутна још једна породица, породица Малик. 
Следећи део романа одвија се у годинама 1942. и 1943. када се Емил, сада петнаестогодишњак, с многим другим Ромима налази у логору. Емил упознаје Марију, девојчицу две године млађу од њега. Њих двоје су добили задатак да заједно збрину дечје лешеве у вагону. Током зиме епидемија тифуса односи Емилову млађу сестру Парни. Болест погађа и Јосефа, који умире. Након очеве смрти, уз мајку Емил остаје једини из поредице који се није разболео, те се на њен наговор одлучује на бег из логора. Успео је побећи провукавши се током ноћи кроз непажени део ограде. Пошто се успео удаљити од логора, кренуо је у потрагу за не-Ромима од којих би, како је плнирао узео одећу и пронашао трајнији извор хране. Пронашао је двоје стараца у изолованој колиби које је убио, оправдавајући тај чин мишљу да – ми убијамо само када морамо – не зато што уживамо у томе. Теретним возом је дошао у Праг и схватио да је поновно рођен и више не зове Емил, него Јенко. Намјера му је била да с апсолутном сигурношћу зна да нитко не зна где је, да осећа да је поновно рођен, као човјек од акције, као прави Ром, с планом у својој глави и будућношћу испред себе.
У Прагу, којег је окупирала њемачка војска, живот се одвија као да не постоје логори смрти. Ту је Јенко пронашао старог очевог пријатеља који је на својој некадашњој фарми запошљавао много Рома. Очев поријатељ му проналази посао, папире и одело, но Јенкова је главна жеља била да се врати у логор и, претварајући се да је заинтересиран за јефтину радну снагу, те избавити кога год може, пре свега своју мајку. Када је дошао у логор открио је да је логор празан и да је цела његова породица мртва.
Последњи део романа одвија се 1945. године када је крај рата близу. Јенко као припадник покрета отпора учествује у борби за ослобођење Прага током које поновно среће Марију, девојчицу коју је посљедњи пут видио у логору. Она и њена породица су били две године раније пуштени из логора јер више нису били сматрани Ромима. У односу према Марији, Јенко осјећа снажну подељеност: жели се са њом венчати, али њезина га близина подсјћа на трауму кроз коју су прошли. Због тога бежи од ње назад у живот не-Рома какав је живио након бега. На крају због тога што се ниједан човек не може звати Ромом ако нема породицу и људе за које ће бринути, налази се опет с Маријом, одриче се не-ромског живота и заједно одлучују да ће основати породицу.

## Награде
Роман Ватре у тами добио је награду за писце Уметничког савета Велике Британије.